# ムスメインコ
ムスメインコ（娘鸚哥、Vini kuhlii）は、オウム目インコ科に分類される鳥類。

## 分布
フランス（リマタラ島）固有種。キリバス（ライン諸島）に移入。

### 絶滅した分布域
ニュージーランド（クック諸島南部）

## 形態
全長14cm。上面は緑色、下面は赤や紫の羽毛で覆われる。後頸や腹部は暗青色の羽毛で覆われる。尾羽の羽軸の外側（外弁）は黒く、内側（内弁）は赤い。
虹彩はオレンジ色。嘴や後肢の色彩はオレンジ色。

## 生態
農耕地に生息し、ライン諸島では海岸にも生息する。ペアもしくは小規模な群れを形成し生活する。
食性は植物食で、花やその蜜、花粉、果実、種子、葉などを食べる。
繁殖形態は卵生。1-4月に樹洞やココナシの果実に空いた穴に巣を作り、1回に2個の卵を産む。雛は孵化してから7週間で巣立つ。

## 人間と関係
羽毛目的の乱獲、人為的に移入されたクマネズミによる捕食などにより生息数は減少している。減少傾向にあるが比較的安定した個体群がいる生息地の1つであるリマタラ島では1992年における生息数は約900羽、もう1つの生息地であるライン諸島のテライナ島では1959年における生息数は1,000-1,600と推定されている。